# Serafín Zubiri
Serafín Zubiri, właśc. Serafín Lizoain Vidondo (ur. 20 kwietnia 1964 w Pampelunie) – hiszpański piosenkarz, kompozytor i pianista. Dwukrotny reprezentant Hiszpanii w Konkursie Piosenki Eurowizji (w 1992 i 2000). Jest niewidomy.

## Kariera muzyczna
W latach 1981–1987 grał w założonym przez siebie zespole Equus. W 1987 wydał swój debiutancki album studyjny pt. Inténtalo, a następnie kolejne płyty: Pedaleando (1988), Detrás del viento (1991) i Te veo con el corazón (1992). Ostatni z albumów promował singlem „Todo esto es la música”, z którym - reprezentując Hiszpanię - zajął 14. miejsce w finale 37. Konkursu Piosenki Eurowizji w Sztokholmie. W tym samym roku nagrał hiszpańskojęzyczną ścieżkę dźwiękową do filmu animowanego Piękna i Bestia. W 1995 wydał album pt. Un hombre nuevo. Został też prowadzącym program telewizyjny Disabled Unlimited.
W 2000 wydał album pt. Colgado de un sueño, a z tytułowym utworem - reprezentując Hiszpanię - zajął 18. miejsce w finale 45. Konkursu Piosenki Eurowizji w Sztokholmie. W październiku tego samego roku zagrał u boku Marty Sánchez w musicalu La magia de Broadway wystawianego w Teatro Lara w Madrycie. W 2007 zajął drugie miejsce w finale szóstej edycji programu Mira quién baila. Wiosną 2008 uczestniczył w argentyńskim programie Bailando por un sueno, a na tamtejszym rynku muzycznym wydał reedycję płyty pt. Colgado de un sueño. W następnej dekadzie wydał albumy: Sigo aquí (2010) i X una causa justa (2012) oraz uczestniczył w programie Splash! (2013) na kanale Antena 3.

## Kariera sportowa
W 1991 ustanowił rekord Hiszpanii w biegu na 1,5 tys. metrów oraz został mistrzem na dystansie 800 metrów podczas krajowych mistrzostw lekkoatletycznych dla niewidomych. W 1994 zdobył szczyty Aconcagua, Kilimandżaro i Mont Blanc. W 1995 pobiegł w maratonach organizowanych w Madrycie i Nowym Jorku, w 1996 wystartował w biegu na Sewilli i Madrycie, a w 2008 – w stolicy Hiszpanii oraz San Sebastián. 
W 2000 przebiegł maraton w La Habanie, w 2001 i 2005 – w Madrycie, a w 2004 – w San Sebastián. Wziął też udział w kilku imprezach kolarskich, takich jak m.in. Irati Xtrem, Quebrantahuesos, La Indurain, Larra-Larrau, Pamplona-Pamplona, Treparriscos i Bilbao-Bilbao. Dziewięciokrotnie wziął udział w pielgrzymce szlakiem drogi św. Jakuba. 
W 2005 został wybrany na wiceprezydenta Międzynarodowej Federacji Niewidomych Sportowców (IBSA). Oprócz tego, w przeszłości trenował m.in. kajakarstwo, nurkowanie, spadochroniarstwo, skoki na bungee oraz prowadził gokarta przystosowanego dla osób niewidomych.

## Dyskografia
Albumy studyjne
- Inténtalo (1987)
- Pedaleando (1988)
- Detrás del viento (1991)
- Te veo con el corazón (1992)
- Un hombre nuevo (1995)
- Colgado de un sueño (2000; reedycja w 2008 w Argentynie)
- Sigo aquí (2010)
- X una causa justa (2012)